# Amos Mosaner
Amos Mosaner (né le 12 mars 1995 à Trente) est un joueur de curling italien.
Il est médaillé d'argent par équipe mixte aux Jeux olympiques de la jeunesse d'hiver de 2012.
Il fait partie de l'équipe nationale qualifiée pour les Jeux olympiques de 2018.
Il participe au tournoi de double mixte de curling aux Jeux olympiques d'hiver de 2022 à Pékin avec Stefania Constantini et remporte la médaille d'or.